# Mount Weems
Mount Weems ist ein markanter, 2210 m hoher Berg im westantarktischen Ellsworthland. Er ragt 13 km nördlich des Mount Ulmer nahe dem nördlichen Ende der Sentinel Range des Ellsworthgebirges auf.
Der US-amerikanische Polarforscher Lincoln Ellsworth entdeckte ihn bei seinem Transantarktikflug am 23. November 1935. Das Advisory Committee on Antarctic Names benannte ihn 1961 nach dem norwegisch-US-amerikanischen Meteorologen Philip Van Horn Weems (1889–1979), Erfinder und Entwickler von Navigationsinstrumenten, der Ellsworth im Vorfeld seines Fluges beriet.